# オリンピックのクロスカントリースキー競技・女子メダリスト一覧
オリンピックのクロスカントリースキー競技・女子メダリスト一覧は、1952年から2022年までのオリンピッククロスカントリースキー競技の女子メダリストの一覧である。

## 10km
| 大会名                      | 金                                                | 銀                                                | 銅                                          |
| --------------------------- | ------------------------------------------------- | ------------------------------------------------- | ------------------------------------------- |
| 1952 オスロ                 | リディア・ウィデマン フィンランド (FIN)           | ミルヤ・ヒエタミエス フィンランド (FIN)           | シーリ・ランタネン フィンランド (FIN)       |
| 1956 コルチナ・ダンペッツオ | リュボフ・バラノワ＝コズィレワ ソビエト連邦 (URS) | ラディア・イェロシナ ソビエト連邦 (URS)           | ソーニャ・エドストローム スウェーデン (SWE) |
| 1960 スコーバレー           | マリア・グサコワ ソビエト連邦 (URS)               | リュボフ・バラノワ＝コズィレワ ソビエト連邦 (URS) | ラディア・イェロシナ ソビエト連邦 (URS)     |
| 1964 インスブルック         | クラウディヤ・ボヤルスキフ ソビエト連邦 (URS)     | エフドキア・メクシロ ソビエト連邦 (URS)           | マリア・グサコワ ソビエト連邦 (URS)         |
| 1968 グルノーブル           | トイニ・グスタフソン スウェーデン (SWE)           | ベリト・メルドレ ノルウェー (NOR)                 | インゲル・アフレス ノルウェー (NOR)         |
| 1972 札幌                   | ガリナ・クラコワ ソビエト連邦 (URS)               | アレフティナ・オリュニナ ソビエト連邦 (URS)       | マルヤッタ・カヨスマ フィンランド (FIN)     |
| 1976 インスブルック         | ライサ・スメタニナ ソビエト連邦 (URS)             | ヘレナ・タカロ フィンランド (FIN)                 | ガリナ・クラコワ ソビエト連邦 (URS)         |
| 1980 レークプラシッド       | バーバラ・ペッツォルト 東ドイツ (GDR)             | ヒルッカ・リーヒブオリ フィンランド (FIN)         | ヘレナ・タカロ フィンランド (FIN)           |
| 1984 サラエボ               | マルヤ＝リーサ・ハマライネン フィンランド (FIN)   | ライサ・スメタニナ ソビエト連邦 (URS)             | ブリット・ペテルセン ノルウェー (NOR)       |
| 1988 カルガリー             | ヴィダ・ヴェンセニェ ソビエト連邦 (URS)           | ライサ・スメタニナ ソビエト連邦 (URS)             | マルヨ・マティカイネン フィンランド (FIN)   |
| 2002 ソルトレークシティ     | ベンテ・スカリ ノルウェー (NOR)                   | ユリヤ・チェパロワ ロシア (RUS)                   | ステファーニア・ベルモンド イタリア (ITA)   |
| 2006 トリノ                 | クリスチナ・シュミグン エストニア (EST)           | マリット・ビョルゲン ノルウェー (NOR)             | ヒルデ・ペデルセン ノルウェー (NOR)         |
| 2010 バンクーバー           | ハロッテ・カッラ スウェーデン (SWE)               | クリスチナ・シュミグン＝バヒ エストニア (EST)     | マリット・ビョルゲン ノルウェー (NOR)       |
| 2014 ソチ                   | ユスチナ・コヴァルチック ポーランド (POL)         | ハロッテ・カッラ スウェーデン (SWE)               | テレーセ・ヨーハウグ ノルウェー (NOR)       |
| 2018 平昌                   | ラグンヒル・ハガ ノルウェー (NOR)                 | ハロッテ・カッラ スウェーデン (SWE)               | マリット・ビョルゲン ノルウェー (NOR)       |
| 2018 平昌                   | ラグンヒル・ハガ ノルウェー (NOR)                 | ハロッテ・カッラ スウェーデン (SWE)               | クリスタ・パルマコスキ フィンランド (FIN)   |
| 2022 北京                   | テレーセ・ヨーハウグ ノルウェー (NOR)             | ケルットゥ・ニスカネン フィンランド (FIN)         | クリスタ・パルマコスキ フィンランド (FIN)   |

## 4x5kmリレー
- 1956-1972 3x5km

| 大会名                      | 金 | 銀 | 銅 |
| --------------------------- | --- | --- | --- |
| 1956 コルチナ・ダンペッツオ | フィンランド (FIN) シルッカ・ポルクネン ミルヤ・ヒエタミエス シーリ・ランタネン                                                        | ソビエト連邦 (URS) リュボフ・バラノワ＝コズィレワ アレフティナ・コルチナ ラディア・イェロシナ                              | スウェーデン (SWE) イルマ・ヨハンソン アンナ＝リサ・エリクソン ソーニャ・エドストローム                                      |
| 1960 スコーバレー           | スウェーデン (SWE) イルマ・ヨハンソン ブリット・ストランベリ ソーニャ・エドストローム                                                  | ソビエト連邦 (URS) ラディア・イェロシナ マリア・グサコワ リュボフ・バラノワ＝コズィレワ                                    | フィンランド (FIN) シーリ・ランタネン エーヴァ・ルオッパ トイニ・ミッコラ                                                    |
| 1964 インスブルック         | ソビエト連邦 (URS) アレフティナ・コルチナ エフドキア・メクシロ クラウディヤ・ボヤルスキフ                                              | スウェーデン (SWE) バルブロ・マルティンソン ブリット・ストランベリ トイニ・グスタフソン                                    | フィンランド (FIN) セニヤ・プスラ トイニ・ポイスチ ミルヤ・レートネン                                                        |
| 1968 グルノーブル           | ノルウェー (NOR) インゲル・アフレス バッベン・エンゲル＝デイモン ベリト・メルドレ                                                      | スウェーデン (SWE) ブリット・ストランベリ トイニ・グスタフソン バルブロ・マルティンソン                                    | ソビエト連邦 (URS) アレフティナ・コルチナ リタ・アチキナ ガリナ・クラコワ                                                    |
| 1972 札幌                   | ソビエト連邦 (URS) リュボフ・ムカチョワ アレフティナ・オリュニナ ガリナ・クラコワ                                                      | フィンランド (FIN) ヘレナ・タカロ ヒルッカ・クントラ マルヤッタ・カヨスマ                                                  | ノルウェー (NOR) インゲル・アフレス アースラグ・ダール ベリト・メルドレ                                                      |
| 1976 インスブルック         | ソビエト連邦 (URS) ニナ・フョードロワ ジナイダ・アモソワ ライサ・スメタニナ ガリナ・クラコワ                                           | フィンランド (FIN) リーサ・スイーコネン マルヤッタ・カヨスマ ヒルッカ・リーヒブオリ ヘレナ・タカロ                         | 東ドイツ (GDR) モニカ・デバートサウザー ジクルン・クラウゼ バーバラ・ペッツォルト フェロニカ・シュミット                     |
| 1980 レークプラシッド       | 東ドイツ (GDR) M・ロストク カローラ・アンディング フェロニカ・シュミット バーバラ・ペッツォルト                                        | ソビエト連邦 (URS) ニナ・フョードロワ ニナ・ロチェワ ガリナ・クラコワ ライサ・スメタニナ                                   | ノルウェー (NOR) ブリット・ペテルセン アネッテ・ボーエ マリット・ミルマル ベリト・アウンリ                                   |
| 1984 サラエボ               | ノルウェー (NOR) インゲル＝ヘレネ・ニブローテン アンネ・ヤーレン ブリット・ペテルセン ベリト・アウンリ                                 | チェコスロバキア (TCH) ダグマル・シュヴボヴァ ブランカ・パウルー ガブリエラ・スヴォボドヴァ クヴェトスラヴァ・イェリオヴァ | フィンランド (FIN) ピルッコ・マーッタ エイヤ・フーティアイネン マルヨ・マティカイネン マルヤ＝リーサ・ハマライネン           |
| 1988 カルガリー             | ソビエト連邦 (URS) スヴェトラナ・ナゲイキナ ニナ・ガブリリュク タマラ・チホノワ アンフィサ・レスツォワ                                 | ノルウェー (NOR) トルーデ・ディベンダール マリット・ヴォルド アンネ・ヤーレン マリアンネ・ダールモ                         | フィンランド (FIN) ピルッコ・マーッタ マルヤ＝リーサ・キルヴェスニエミ マルヨ・マティカイネン ヤーナ・サヴォライネン         |
| 1992 アルベールビル         | EUN (EUN) エレーナ・ヴェルベ ライサ・スメタニナ ラリサ・ラズチナ リュボーフィ・エゴロワ                                                | ノルウェー (NOR) ソルヴァイク・ペデルセン インゲル＝ヘレネ・ニブローテン トルーデ・ディベンダール エリン・ニルセン         | イタリア (ITA) ビーチェ・ヴァンツェッタ マヌエラ・ディ・チェンタ ガブリエラ・パルッツィ ステファーニア・ベルモンド           |
| 1994 リレハンメル           | ロシア (RUS) エレーナ・ヴェルベ ラリサ・ラズチナ ニナ・ガブリリュク リュボーフィ・エゴロワ                                             | ノルウェー (NOR) トルーデ・ディベンダール インゲル＝ヘレネ・ニブローテン エリン・ニルセン アニタ・モーエン                 | イタリア (ITA) ビーチェ・ヴァンツェッタ マヌエラ・ディ・チェンタ ガブリエラ・パルッツィ ステファーニア・ベルモンド           |
| 1998 長野                   | ロシア (RUS) ニナ・ガブリリュク オリガ・ダニロワ エレーナ・ヴェルベ ラリサ・ラズチナ                                                   | ノルウェー (NOR) ベンテ・マルティンセン マリット・ミッケルスプラス エリン・ニルセン アニタ・モーエン                       | イタリア (ITA) カリン・モロダー ガブリエラ・パルッツィ マヌエラ・ディ・チェンタ ステファーニア・ベルモンド                   |
| 2002 ソルトレークシティ     | ドイツ (GER) マヌエラ・ヘンケル ヴィオラ・バウアー クラウディア・キュンツェル エヴィ・ザッヘンバッハー                                 | ノルウェー (NOR) マリット・ビョルゲン ベンテ・スカリ ヒルデ・ペデルセン アニタ・モーエン                                   | スイス (SUI) アンドレア・フーバー ローレンス・ローシャ ブリギット・アルブレヒト＝ロレタン ナターシャ・レオナルディ・コルテシ |
| 2006 トリノ                 | ロシア (RUS) ナタリア・バラノワ ラリサ・クルキナ ユリヤ・チェパロワ エフゲニア・メドベデワ                                             | ドイツ (GER) シュテファニー・ベーラー ヴィオラ・バウアー エヴィ・ザッヘンバッハー＝シュテーレ クラウディア・ニスタット     | イタリア (ITA) アリアンナ・フォリス ガブリエラ・パルッツィ アントネッラ・コンフォルトラ サビーナ・バルブーザ                 |
| 2010 バンクーバー           | ノルウェー (NOR) ヴィベケ・スコフテルート テレーセ・ヨーハウグ クリスティン・ストルメル・スタイラ マリット・ビョルゲン                 | ドイツ (GER) カトリン・ツェラー エヴィ・ザッヘンバッハー＝シュテーレ ミリアム・ゲスナー クラウディア・ニスタット           | フィンランド (FIN) ピルヨ・ムラネン ビルピ・クイトゥネン リータ＝リーサ・ロポネン アイノ＝カイサ・サーリネン                 |
| 2014 ソチ                   | スウェーデン (SWE) アンナ・ハーグ イダ・インゲマースドッテル ハロッテ・カッラ エマ・ウィケン                                           | フィンランド (FIN) アンネ・キロネン クリスタ・ラハテンマキ ケルットゥ・ニスカネン アイノ＝カイサ・サーリネン               | ドイツ (GER) シュテファニー・ベーラー ニコル・フェッセル デニーゼ・ヘルマン クラウディア・ニスタット                         |
| 2018 平昌                   | ノルウェー (NOR) イングビル・フリューグスター・エストベリ アストリド・ウーレンホルト・ヤコブセン ラグンヒル・ハガ マリット・ビョルゲン | スウェーデン (SWE) アンナ・ハーグ ハロッテ・カッラ エバ・アンデション スティナ・ニルソン                                   | ロシアからのオリンピック選手 (OAR) ナタリア・ネプリャエワ ユリア・ベロルコワ アナスタシア・セドワ アンナ・ネチャエフスカヤ   |
| 2022 北京                   | ROC (ROC) ユリア・ストゥパク ナタリア・ネプリャエワ タチアナ・ソリナ ベロニカ・ステパノワ                                              | ドイツ (GER) カテリン・ザウエルブレイ カタリナ・ヘンニヒ ヴィクトリア・カール ゾフィー・クレール                           | スウェーデン (SWE) マヤ・ダールクヴィスト エバ・アンデション フリーダ・カールソン ヨンナ・スンドリング                       |

## 5km
| 大会名                | 金                                              | 銀                                        | 銅                                                    |
| --------------------- | ----------------------------------------------- | ----------------------------------------- | ----------------------------------------------------- |
| 1964 インスブルック   | クラウディヤ・ボヤルスキフ ソビエト連邦 (URS)   | ミルヤ・レートネン フィンランド (FIN)     | アレフティナ・コルチナ ソビエト連邦 (URS)             |
| 1968 グルノーブル     | トイニ・グスタフソン スウェーデン (SWE)         | ガリナ・クラコワ ソビエト連邦 (URS)       | アレフティナ・コルチナ ソビエト連邦 (URS)             |
| 1972 札幌             | ガリナ・クラコワ ソビエト連邦 (URS)             | マルヤッタ・カヨスマ フィンランド (FIN)   | ヘレナ・シコロヴァ チェコスロバキア (TCH)             |
| 1976 インスブルック   | ヘレナ・タカロ フィンランド (FIN)               | ライサ・スメタニナ ソビエト連邦 (URS)     | ニナ・フョードロワ ソビエト連邦 (URS)                 |
| 1980 レークプラシッド | ライサ・スメタニナ ソビエト連邦 (URS)           | ヒルッカ・リーヒブオリ フィンランド (FIN) | クヴェトスラヴァ・イェリオヴァ チェコスロバキア (TCH) |
| 1984 サラエボ         | マルヤ＝リーサ・ハマライネン フィンランド (FIN) | ベリト・アウンリ ノルウェー (NOR)         | クヴェトスラヴァ・イェリオヴァ チェコスロバキア (TCH) |
| 1988 カルガリー       | マルヨ・マティカイネン フィンランド (FIN)       | タマラ・チホノワ ソビエト連邦 (URS)       | ヴィダ・ヴェンセニェ ソビエト連邦 (URS)               |
| 1992 アルベールビル   | マリュト・ルッカリネン フィンランド (FIN)       | リュボーフィ・エゴロワ EUN (EUN)          | エレーナ・ヴェルベ EUN (EUN)                          |
| 1994 リレハンメル     | リュボーフィ・エゴロワ ロシア (RUS)             | マヌエラ・ディ・チェンタ イタリア (ITA)   | マルヤ＝リーサ・キルヴェスニエミ フィンランド (FIN)   |
| 1998 長野             | ラリサ・ラズチナ ロシア (RUS)                   | カテジナ・ノイマノワ チェコ (CZE)         | ベンテ・マルティンセン ノルウェー (NOR)               |

## 30km
- 1984-1988 20km

| 大会名                  | 金                                              | 銀                                        | 銅                                                  |
| ----------------------- | ----------------------------------------------- | ----------------------------------------- | --------------------------------------------------- |
| 1984 サラエボ           | マルヤ＝リーサ・ハマライネン フィンランド (FIN) | ライサ・スメタニナ ソビエト連邦 (URS)     | アンネ・ヤーレン ノルウェー (NOR)                   |
| 1988 カルガリー         | タマラ・チホノワ ソビエト連邦 (URS)             | アンフィサ・レスツォワ ソビエト連邦 (URS) | ライサ・スメタニナ ソビエト連邦 (URS)               |
| 1992 アルベールビル     | ステファーニア・ベルモンド イタリア (ITA)       | リュボーフィ・エゴロワ EUN (EUN)          | エレーナ・ヴェルベ EUN (EUN)                        |
| 1994 リレハンメル       | マヌエラ・ディ・チェンタ イタリア (ITA)         | マリット・ヴォルド ノルウェー (NOR)       | マルヤ＝リーサ・キルヴェスニエミ フィンランド (FIN) |
| 1998 長野               | ユリヤ・チェパロワ ロシア (RUS)                 | ステファーニア・ベルモンド イタリア (ITA) | ラリサ・ラズチナ ロシア (RUS)                       |
| 2002 ソルトレークシティ | ガブリエラ・パルッツィ イタリア (ITA)           | ステファーニア・ベルモンド イタリア (ITA) | ベンテ・スカリ ノルウェー (NOR)                     |
| 2006 トリノ             | カテジナ・ノイマノワ チェコ (CZE)               | ユリヤ・チェパロワ ロシア (RUS)           | ユスチナ・コヴァルチック ポーランド (POL)           |
| 2010 バンクーバー       | ユスチナ・コヴァルチック ポーランド (POL)       | マリット・ビョルゲン ノルウェー (NOR)     | アイノ＝カイサ・サーリネン フィンランド (FIN)       |
| 2014 ソチ               | マリット・ビョルゲン ノルウェー (NOR)           | テレーセ・ヨーハウグ ノルウェー (NOR)     | クリスティン・ストルメル・スタイラ ノルウェー (NOR) |
| 2018 平昌               | マリット・ビョルゲン ノルウェー (NOR)           | クリスタ・パルマコスキ フィンランド (FIN) | スティナ・ニルソン スウェーデン (SWE)               |
| 2022 北京               | テレーセ・ヨーハウグ ノルウェー (NOR)           | ジェシー・ディギンズ アメリカ合衆国 (USA) | ケルットゥ・ニスカネン フィンランド (FIN)           |

## 15km
| 大会名                  | 金                                        | 銀                                        | 銅                                        |
| ----------------------- | ----------------------------------------- | ----------------------------------------- | ----------------------------------------- |
| 1992 アルベールビル     | リュボーフィ・エゴロワ EUN (EUN)          | マリュト・ルッカリネン フィンランド (FIN) | エレーナ・ヴェルベ EUN (EUN)              |
| 1994 リレハンメル       | マヌエラ・ディ・チェンタ イタリア (ITA)   | リュボーフィ・エゴロワ ロシア (RUS)       | ニナ・ガブリリュク ロシア (RUS)           |
| 1998 長野               | オリガ・ダニロワ ロシア (RUS)             | ラリサ・ラズチナ ロシア (RUS)             | アニタ・モーエン＝ギトン ノルウェー (NOR) |
| 2002 ソルトレークシティ | ステファーニア・ベルモンド イタリア (ITA) | カテジナ・ノイマノワ チェコ (CZE)         | ユリヤ・チェパロワ ロシア (RUS)           |

## スキーアスロン
- 1992-1998: 5kmクラシカル + 10kmフリー
- 2002: 5kmクラシカル + 5kmフリー
- 2006,2010: 7.5kmクラシカル + 7.5kmフリー

| 大会名                  | 金                                      | 銀                                        | 銅                                            |
| ----------------------- | --------------------------------------- | ----------------------------------------- | --------------------------------------------- |
| 1992 アルベールビル     | リュボーフィ・エゴロワ EUN (EUN)        | ステファーニア・ベルモンド イタリア (ITA) | エレーナ・ヴェルベ EUN (EUN)                  |
| 1994 リレハンメル       | リュボーフィ・エゴロワ ロシア (RUS)     | マヌエラ・ディ・チェンタ イタリア (ITA)   | ステファーニア・ベルモンド イタリア (ITA)     |
| 1998 長野               | ラリサ・ラズチナ ロシア (RUS)           | オリガ・ダニロワ ロシア (RUS)             | カテジナ・ノイマノワ チェコ (CZE)             |
| 2002 ソルトレークシティ | ベッキー・スコット カナダ (CAN)         | カテジナ・ノイマノワ チェコ (CZE)         | ヴィオラ・バウアー ドイツ (GER)               |
| 2006 トリノ             | クリスチナ・シュミグン エストニア (EST) | カテジナ・ノイマノワ チェコ (CZE)         | エフゲニア・メドベデワ ロシア (RUS)           |
| 2010 バンクーバー       | マリット・ビョルゲン ノルウェー (NOR)   | アンナ・ハーグ スウェーデン (SWE)         | ユスチナ・コヴァルチック ポーランド (POL)     |
| 2014 ソチ               | マリット・ビョルゲン ノルウェー (NOR)   | ハロッテ・カッラ スウェーデン (SWE)       | ハイディ・ウェン ノルウェー (NOR)             |
| 2018 平昌               | ハロッテ・カッラ スウェーデン (SWE)     | マリット・ビョルゲン ノルウェー (NOR)     | クリスタ・パルマコスキ フィンランド (FIN)     |
| 2022 北京               | テレーセ・ヨーハウグ ノルウェー (NOR)   | ナタリア・ネプリャエワ ROC (ROC)          | テレーザ・シュタドローバー オーストリア (AUT) |

## 個人スプリント
- 2002,2010: 1.5kmクラシカル
- 2006: 1.1kmフリー

| 大会名                  | 金                                              | 銀                                                          | 銅                                                    |
| ----------------------- | ----------------------------------------------- | ----------------------------------------------------------- | ----------------------------------------------------- |
| 2002 ソルトレークシティ | ユリヤ・チェパロワ ロシア (RUS)                 | エヴィ・ザッヘンバッハー ドイツ (GER)                       | アニタ・モーエン ノルウェー (NOR)                     |
| 2006 トリノ             | チャンドラ・クロフォード カナダ (CAN)           | クラウディア・ニスタット ドイツ (GER)                       | アレナ・シドコ ロシア (RUS)                           |
| 2010 バンクーバー       | マリット・ビョルゲン ノルウェー (NOR)           | ユスチナ・コヴァルチック ポーランド (POL)                   | ペトラ・マジッチ スロベニア (SLO)                     |
| 2014 ソチ               | マイケン・カスペルセン・ファラ ノルウェー (NOR) | イングビルド・フラグスタッド・オストベルグ ノルウェー (NOR) | ベスナ・ファブヤン スロベニア (SLO)                   |
| 2018 平昌               | スティナ・ニルソン スウェーデン (SWE)           | マイケン・カスペルセン・ファラ ノルウェー (NOR)             | ユリア・ベロルコワ ロシアからのオリンピック選手 (OAR) |
| 2022 北京               | ヨンナ・スンドリング スウェーデン (SWE)         | マヤ・ダールクビスト スウェーデン (SWE)                     | ジェシー・ディギンズ アメリカ合衆国 (USA)             |

## 団体スプリント
- 2006: 1.1kmコースをクラシカルで6周

| 大会名            | 金                                                                               | 銀                                                                   | 銅                                                                   |
| ----------------- | -------------------------------------------------------------------------------- | -------------------------------------------------------------------- | -------------------------------------------------------------------- |
| 2006 トリノ       | スウェーデン (SWE) リナ・アンデション アンナ・ダールベリ                         | カナダ (CAN) サラ・レナー ベッキー・スコット                         | フィンランド (FIN) アイノ＝カイサ・サーリネン ビルピ・クイトゥネン   |
| 2010 バンクーバー | ドイツ (GER) エヴィ・ザッヘンバッハー クラウディア・ニスタット                   | スウェーデン (SWE) ハロッテ・カッラ アンナ・ハーグ                   | ロシア (RUS) イリーナ・カゾワ ナタリア・コロステロワ                 |
| 2014 ソチ         | ノルウェー (NOR) イングビルド・フラグスタッド・オストベルグ マリット・ビョルゲン | フィンランド (FIN) アイノ＝カイサ・サーリネン ケルットゥ・ニスカネン | スウェーデン (SWE) イダ・インゲマースドッテル スティナ・ニルソン     |
| 2018 平昌         | アメリカ合衆国 (USA) キッカン・ランドール ジェシカ・ディギンズ                   | スウェーデン (SWE) ハロッテ・カッラ スティナ・ニルソン               | ノルウェー (NOR) マリット・ビョルゲン マイケン・カスペルセン・ファラ |
| 2022 北京         | ドイツ (GER) カタリナ・ヘンニヒ ヴィクトリア・カール                             | スウェーデン (SWE) マヤ・ダールクヴィスト ヨンナ・スンドリング       | ROC (ROC) ユリア・ストゥパク ナタリア・ネプリャエワ                  |